# Минимални полином
У различитим областима математике, минимални полином објекта a јесте у одређеном смислу нормирани полином  најмањег могућег степена такав да је p(a)&nbsp;=&nbsp;0. Посебно је значајан појам минималног полинома у линеарној алгебри и теорији поља.

## Линеарна алгебра
У линеарној алгебри, минимални полином квадратне матрице A је монични полином  најмањег могућег степена такав да је
.
Свака матрица A има једнозначно одређен минимални полином; он се најчешће означава са . Минимални полином матрице дели сваки од полинома који је поништавају, тако да се може одредити и као њихов највећи заједнички делилац, односно као монични генератор главног идеала
у прстену полинома K&#091;X&#093;.
Сличне матрице имају једнаке минималне полиноме. Минимални полином линеарног оператора L јесте минимални полином ма које од његових матрица (које су све међусобно сличне); истовремено, то је и монични полином  најмањег степена такав да је p(L)&nbsp;=&nbsp;0.
Минимални и карактеристични полином матрице имају једнаке скупове нула, при чему са могућно различитим вишеструкостима. Други начин да се искаже ово својство јесте релација
Релација  је последица Кејли-Хамилтонове теореме, према којој је . На основу овог својства, минимални полином матрице се у пракси најчешће налази тако што се прво израчуна и на чиниоце разложи њен карактеристични полином, а затим се минимални полином тражи међу његовим делитељима са истим скупом нула. Минимални полином квадратне матрице реда n је степена највише n.

### Минимални полином, својствене вредности и канонски облици матрице
Нуле карактеристичног, па дакле и минималног, полинома матрице су њене својствене вредности. Посебно, ако n&nbsp;&times;&nbsp;n матрица има n различитих својствених вредности , тада се њен минимални и карактеристични полином подударају и оба су једнака
.
Општије, свака матрица има Жорданову нормалну форму, једнозначно одређену до на редослед блокова, по неколико њих за сваку својствену вредност матрице, и која јој је слична, те тако има исти минимални и карактеристични полином. Ако матрица A има својствене вредности  са алгебарским вишеструкостима  (тако да је ), и ако су, за свако 1&nbsp;&le;&nbsp;i&nbsp;&le;&nbsp;k,  димензије Жорданових блокова који одговарају својственој вредности  (тако да је ), тада је
{\displaystyle \phi _{A}=(X-\lambda _{1})^{r_{1}}(X-\lambda _{2})^{r_{2}}\cdots (X-\lambda _{k})^{r_{k}}}, {\displaystyle \mu _{A}=(X-\lambda _{1})^{\nu _{s_{1}}(1)}(X-\lambda _{2})^{\nu _{s_{2}}(2)}\cdots (X-\lambda _{k})^{\nu _{s_{k}}(k)}}.
Посебно се минимални и карактеристични полином матрице подударају ако и само ако свакој њеној својственој вредности одговара по тачно један Жорданов блок, односно ако и само ако су геометријске вишеструкости свих својствених вредности (за својствену вредност λi то је , број одговарајућих Жорданових блокова) једнаке 1.
Матрица је дијагонализабилна над неким пољем F ако и само ако је њен минимални полином производ различитих линеарних фактора над F.
Матрице код којих се минимални и карактеристични полином подударају се погодно карактеришу и као управо матрице које су сличне некој цикличној матрици; линеарни оператори који одговарају таквим матрицама се и сами називају цикличним операторима. Општије, ако су  канонски циклични блокови матрице A и  њихови карактеристични (и истовремено минимални) полиноми, тзв. инваријантни делитељи матрице A, тада је
,  .

### Уопштења
Коришћењем теорије Галуа се установљава да минимални полиом матрице не зависи од поља над којим се она посматра: ако је K потпоље неког поља L и A матрица над пољем K, тада је минимални полином матрице A као матрице над пољем K истовремено и њен минимални полином као матрице над пољем L.
Минимални полином се дефинише и за матрице над ма којим главноидеалским прстеном S као генератор идеала полинома који поништавају матрицу A у прстену полинома S&#091;X&#093;, за који се доказује да је онда и сам главноидеалски; у том случају он је дефинисан једнозначно до на множење јединицама прстена S.
Минимални полином се такође може дефинисати и за линеарне операторе L на просторима произвољне (могућно бесконачне) димензије као монични полином  најмањег степена такав да је p(L)&nbsp;=&nbsp;0, ако такав полином постоји. На пример, у функционалној анализи, сваки оператор пројекције P у простору произвољне димензије је идемпотентан, па задовољава једначину . Стога је његов минималан полином увек један од полинома X (за оператор пројекције на нула-потпростор), X&nbsp;&minus;1 (за идентични оператор) или  (за све остале операторе пројекције).